# Parafia św. Jana Chrzciciela w Nowym Sączu
Parafia św. Jana Chrzciciela w Nowym Sączu – parafia rzymskokatolicka znajdująca się w diecezji tarnowskiej, w dekanacie Stary Sącz.

## Historia
Parafia została erygowana mocą dekretu biskupa tarnowskiego Wiktora Skworca, dnia 10 kwietnia 2011 r. Parafia swoim zasięgiem obejmuje dzielnicę Poręba Mała. Obecna parafia została wydzielona z parafii Matki Bolesnej w Nowym Sączu - Zawadzie oraz parafii św. Michała Archanioła w Żeleźnikowej Wielkiej.
Początki duszpasterstwa w dzielnicy Poręba Mała rozpoczęły się w roku 1982, kiedy proboszcz parafii w Nowym Sączu - Zawadzie (ks. Jan Zieliński) zaproponował stworzenie w Porębie Małej punktu katechetycznego - kaplicę kultową. 16 kwietnia 1984  wiceprezydent miasta Nowego Sącza wydaje decyzję zezwalającą na budowę kaplicy, a w 1992 w I Niedziela Adwentu odbyła się pierwsza Msza św. w nowej kaplicy. Uroczyste poświęcenie kaplicy odbyło się w 1995 r. ogłaszając kaplicę kultową pw. św. Jana Chrzciciela w Porębie Małej. 27 sierpnia 2010 r. zostaje przydzielony ks. Mikołaj Piec (do parafii w Nowym Sączu Zawadzie) jako rektor kaplicy w Porębie Małej.
Kaplica pełni obecnie rolę kościoła parafialnego. 24 czerwca 2016 bp Leszek Leszkiewicz dokonuje w uroczystość odpustową ku czci św. Jana Chrzciciela poświęcenia placu pod budowę kościoła parafialnego. 18 maja 2019 rozpoczęto budowę nowej świątyni, która trwa. Biskup tarnowski Andrzej Jeż, 12 czerwca 2022 r. wmurował kamień węgielny w ścianę budującego się kościoła.

## Zasięg parafii
8 grudnia 2010 r. ks. Adam Nita (kanclerz kurii tarnowskiej) wyznacza granic przyszłej parafii.
Do parafii należą wierni mieszkających w części miasta Nowy Sącz z ulicami: Bohaterów Orła Białego (część południowa), Bystrzycka, Gorczańska, Górki Zawadzkie (część południowa), Jaworzyńska, Majdan, Makowicka, Mała Poręba, Mizgałów (część), Juranda, Podbielowska, Ruchu Ludowego, Ruczaj (część południowa), Sołecka, Stadnickich, Zagranicznik.

## Proboszczowie
- ks. Mikołaj Piec (10 kwietnia 2011 – 12 sierpnia 2018)
- ks. Janusz Michalik (od 12 sierpnia 2018)

źródło: